# Fredrik Söderström
Fredrik Söderström (Ludvika, 30 januari 1973) is een voormalig Zweeds voetballer. Söderström was een middenvelder.

## Carrière
Söderström startte z'n profcarrière in eigen land bij IK Brage. In januari 1997 ging hij in Portugal spelen voor Vitoria SC. In 2001 stapte hij over naar FC Porto. Na uitleenbeurten aan Standard Luik, SC Braga en CF Estrela da Amadora verliet hij de club in januari 2005 voor het Spaanse Córdoba CF. Anderhalf jaar later stapte hij over naar UD Lanzarote. In 2008 ging hij terug naar z'n eigen land, waar hij voor Hammarby IF ging spelen. Nadat hij een tijdje zonder club zat, kondigde Söderström op 20 februari 2011 aan dat hij stopte met voetballen.
Söderström speelde tussen 1998 en 2002 vijf keer voor Zweden.